# Yoshiyuki Tomino
Yoshiyuki Tomino (富野 由悠季 Tomino Yoshiyuki?,  5 de noviembre de 1941) es un creador, director, guionista y novelista japonés de Anime.  Nació en Odawara, Prefectura de Kanagawa, y estudió en la escuela de arte de la Nihon University. Es más conocido por ser el creador de la célebre franquicia Gundam, la cual sigue siendo sumamente famosa en Japón hasta nuestros días.

## Carrera
Tomino comenzó su carrera en 1963 con el estudio Mushi Productions (Propiedad de Osamu Tezuka), escribiendo el guion de la que sería la primera serie animada japonesa, Tetsuwan Atomu (también conocida como  Astro Boy). Posteriormente se convirtió en uno de los miembros más importantes de los estudios Sunrise, dirigiendo numerosas producciones durante las décadas de 1970s, 1980s y 1990s.
Tomino es famoso por haber transformado el género "Super Robot"  del género mecha anime en "Real Robot" con la creación de Mobile Suit Gundam (1979), la primera serie de la franquicia homónima. Ha sido ganador de numerosos premios, incluyendo el de  "Mejor Director" en 2006 durante el Tokyo International Anime Fair (Por sus compilaciones cinematográficas Mobile Suit Zeta Gundam: Heirs To The Stars en 2005). Dos series dirigidas por Tomino  (Mobile Suit Gundam en 1979-80 y Space Runaway Ideon en 1980) ganaron el premio Anime Grand Prix de Animage.
Tomino también es conocido por los numerosos seudónimos que utiliza en sus demás trabajos, tales como: Minami Asa (阿佐 みなみ Asa Minami?) y Minoru Yokitani (斧谷 稔 Yokitani Minoru?), ambos utilizados para acreditarse así mismo por los guiones que escribe y Rin Iogi (井荻 麟 Iogi Rin?), utilizado para acreditarse así mismo en las canciones que escribe.
Tomino (como Iogi) ha trabajado con artistas como Yoko Kanno, Asei Kobayashi, MIO y Neil Sedaka.
Tomino es conocido por haber dirigido varias series animadas famosas a través de su carrera, tales como Mobile Suit Gundam (1979), su obra maestra, la cual ha sido adaptada a numerosas secuelas. Aura Battler Dunbine, Brave Raideen (en la que dirigió los primeros 26 episodios), y muchas otras. Sus trabajos más recientes incluyen: Brain Powerd (1998), Turn A Gundam (1999), Overman King Gainer (2002) y más recientemente, Gundam Reconguista in G (2014).

### Mátalos a Todos Tomino
En 1977 Tomino dirigió la serie de Super Robots Zambot 3. El anime se volvió tristemente célebre ya a que en el episodio final, muchos de los protagonistas mueren peleando contra el villano principal, salvando así a la Tierra. Debido al trágico e inesperado desenlace, muchos fanes han bautizado a Tomino desde entonces como "Mátalos a Todos Tomino" (皆殺しの富野 Minagoroshi no Tomino?); Tomino ha adquirido notoriedad por hacer varias series donde todos los protagonistas mueren. No obstante, Tomino también ha dirigido series donde la mayoría de los personajes sobreviven.

## Filmografía
- Wandering Sun (1971 - Director)
- Triton of the Sea (1972 - Director)
- La Seine no Hoshi (1975 - Director)
- The Adventures of Pepero (1975-1976 - Director de producción, eps.20, 23. 25)
- Brave Raideen (1975 - Director (primeros 26 episodios))
- Super Electromagnetic Machine Voltes V (1977 - Productor)
- Invincible Super Man Zambot 3 (1977 - Escritor, Director)
- Invincible Steel Man Daitarn 3 (1978 - Escritor, Director)
- Mobile Suit Gundam (1979-1980 - Escritor, Director)
- Space Runaway Ideon (1980 - Escritor, Director)
- Mobile Suit Gundam: The Movie (1981 - Escritor, Director)
- Mobile Suit Gundam II: Soldiers of Sorrow (1982 - Escritor, Director)
- Mobile Suit Gundam III: Encounters in Space (1982 - Escritor, Director)
- The Ideon: A Contact (1982 - Escritor, Director)
- The Ideon: Be Invoked (1982 - Escritor, Director)
- Combat Mecha Xabungle (1982 - Escritor, Director)
- Aura Battler Dunbine (1983 - Escritor, Director)
- Xabungle Graffiti (1983 - Escritor, Director)
- Round Vernian Vifam (1983 - Planificación)
- Heavy Metal L-Gaim (1984 - Director)
- Mobile Suit Zeta Gundam (1985-1986 - Escritor, Director)
- Mobile Suit Gundam ZZ (1986-1987 - Escritor, Director)
- Mobile Suit Gundam: Char's Counterattack (1988 -Escritor, Director)
- Mobile Suit Gundam F91 (1991 - Escritor, Director)
- Mobile Suit Victory Gundam (1993 - Escritor, Director)
- Garzey's Wing (1996 - Escritor, Director)
- Brain Powerd (1998 - Escritor, Director)
- Turn A Gundam (1999-2000 - Escritor, Director)
- Turn A Gundam I: Earth Light (2002 - Escritor, Director)
- Turn A Gundam II: Moonlight Butterfly (2002 - Escritor, Director)
- Overman King Gainer (2002 - Director)
- The Wings of Rean (2005 - Escritor, Director)
- Mobile Suit Zeta Gundam: A New Translation I - Heirs To The Stars (2005 - Escritor, Director)
- Mobile Suit Zeta Gundam: A New Translation II - Lovers (2005 - Escritor, Director)
- Mobile Suit Zeta Gundam: A New Translation III - Love is the Pulse of the Stars (2006 - Escritor, Director)
- Japan Sinks (2006) - Actor
- Ring of Gundam (2009 - Director)
- Gundam Reconguista in G (2014 - Escritor, Director)

## Discografía (como Rin Iogi)
- Mobile Suit Gundam

"Tobe! Gundam (Fly! Gundam)" por Koh Ikeda (Opening de la serie)
"Eien ni Amuro (Forever Amuro)" por Koh Ikeda (Ending de la serie)
"Char ga Kuru (Char is Coming)" por Koichiro Hori
"Kirameki no Lalah (Shining Lalah)" por Keiko Toda
"Ima wa O-Yasumi" por Keiko Toda
"Kaze ni Hitori de (Alone in the Wind)" por Inoue Daisuke (Tema de la segunda película de Gundam)
"Ai Senshi (Soldiers of Sorrow)" by Inoue Daisuke (Ending de la segunda película de Gundam)
"Beginning" by Inoue Daisuke (Tema de la tercera película de Gundam)
"Meguriai (Encounters)" by Inoue Daisuke (Coescrito junto a Maso Urino) (Ending de la tercera película de Gundam)
- Aura Battler Dunbine

"Dunbine Tobu" por MIO (Opening)
- Heavy Metal L-Gaim

"Time for L-Gaim" por MIO (Opening)
- Mobile Suit Zeta Gundam

"Zeta - Toki wo Koete" por Maya Arukawa, compuesto por Neil Sedaka como Better Days Are Coming (Primer opening)
- Mobile Suit Gundam ZZ

"Issenman-Nen Ginga" por Jun Hiroe (Segundo ending)
- Mobile Suit Gundam F91

"Eternal Wind" por Hiroko Moriguchi (Ending)
- Mobile Suit Victory Gundam

"Stand up to Victory" (Primer opening)
- Brain Powerd, compuesto por Yoko Kanno

"Ai no Field" por Kokia (Primer ending)
- Turn A Gundam, compuesto por Yoko Kanno

"Turn A Turn" por Hideki Saijou, compuesto por Asei Kobayashi (Primer opening)
"Century Color" por RAYS-GUNS (Coescrito junto a You-mu Hamaguchi) (Segundo opening)
"Ojousan Naishobanashi desu" por Hideki Saijou
"Tsuki no Tama" por RRET Team
"Tsuki no Mayu" por Aki Okui (Segundo ending)
- Overman King Gainer

"King Gainer Over!" por Yoshiki Fukuyama (Opening)